# Arsenale di Metz
L'Arsenale di Metz (in lingua francese: Arsenal de Metz), in Francia, era originariamente un edificio militare destinato allo stoccaggio delle armi della guarnigione di stanza nella città. Nel 1989, su iniziativa del comune, l'edificio è stato ristrutturato dall'architetto Ricardo Bofill e riconvertito a sala concerti ed esposizioni, ed è destinato soprattutto alla musica classica e alla danza contemporanea.

## Storia

### Costruzione e uso militare
I lavori per la realizzazione dell'Arsenale di Metz iniziarono nel 1860 per ordine dell'Imperatore Napoleone III, e si inserirono all'interno delle opere di rafforzamento delle fortificazioni della città in ottica anti-prussiana. L'edificio, concluso nel 1864, fu creato nel sito dell'antica cittadella di Metz, in pieno centro città, a fianco della caserma Ney.
Costruito in pietra di Jaumont (una pietra calcarea tipica della zona di Metz), l'Arsenale originariamente aveva la forma di un quadrilatero e le sue facciate erano in stile classico.
Dopo l'assedio di Metz nel corso della guerra franco-prussiana e la successiva annessione della città all'Impero tedesco, l'Arsenale continuò a servire come deposito armi. Col ritorno sotto il controllo francese nel 1919, inframmezzato dalla seconda breve parentesi sotto il controllo tedesco durante la seconda guerra mondiale, la sua destinazione d'uso non mutò.

### Riconversione
L'edificio venne infine dismesso nel 1961, e nel 1968, a seguito di un accordo con il comune di Metz, il ministero degli Esteri ne cedette il controllo al comune. Dopo averne inizialmente previsto la demolizione, nel 1978 il sindaco di Metz, Jean-Marie Rausch, spinto dalla necessità di trovare un luogo in cui creare una sala concerti di qualità, ne dispose il recupero e la riconversione. Nel 1983 venne bandito un concorso per l'assegnazione dei lavori: il progetto selezionato fu quello dell'architetto spagnolo Ricardo Bofill.
Nel rinnovare l'Arsenale per farne una moderna sala concerti, Bofill ottenne il permesso di demolire una delle quattro mura che concorrevano a creare la pianta a forma di quadrilatero dell'edificio, aprendo in questo modo l'ampio cortile verso il giardino ospitante l'antica chiesa di San Pietro-aux-Nonnains e la cappella dei Templari. L'aspetto esteriore delle facciate dell'edificio venne mantenuto intatto, ma al giallo originale della pietra di Jaumont venne aggiunto un rivestimento formato da una pietra italiana color miele. Al termine dei lavori, nel 1989, l'edificio fu dotato di due sale concerti (la più grande delle quali ha più di 1000 posti), una sala per le registrazioni ed una galleria espositiva.
L'inaugurazione dell'Arsenale avvenne il 26 febbraio del 1989 con un concerto del violoncellista Mstislav Leopol'dovič Rostropovič, il quale sottolineò la perfetta acustica della sala, ritenuta dagli esperti del settore come una delle migliori d'Europa.
Insieme alle altre sale concerto della città - Bam e Trinitaires - e all'Orchestra nazionale di Metz, l'Arsenale è parte integrante della Cité musicale-Metz, la principale istituzione musicale della città.